# Plinio Nomellini
Plinio Nomellini (Livorno, 6 augustus 1866 – Florence, 8 augustus 1943) was een Italiaans kunstschilder. Naast schilderijen heeft Nomellini ook een aantal reclame-affiches gemaakt.

## Biografie
Opleiding (1883-1884)
Nomellini begon met schilderen bij de lokale school voor kunst en ambacht in Livorno, daarnaast volgde hij ook tekenlessen bij Natale Betti. Daarna ging hij naar de Accademia di Belle Arti in Florence waar hij lessen volgde bij Giovanni Fattori en werd hij beïnvloed door diverse schilders uit de Toscaanse groep Macchiaioli
Genua (1890-1902)
In 1890 verhuisde Nomellini naar Genua waar hij een belangrijke vertegenwoordiger werd van de Genuese schilderkunst. Samen met onder andere Giuseppe Sacheri, Edoardo De Albertis en Angelo Vernazza vormde hij de groep Albaro.
In 1894 werd hij gearresteerd voor deelname aan anarchistische bijeenkomsten. In de periode van zijn gevangenschap maakte hij enkele tekeningen met als onderwerp de gevangenen van Sant'Andrea.
Vrijmetselaar (1914-1916)
In 1902 verhuisde Nomellini naar Torre del Lago. Vanaf 1914 werd hij ingewijd in de vrijmetselarij bij de Loge van Felice Orsini. Op 22 maart 1916 was zijn inwijding officieel afgerond en werd hij meester in de vrijmetselarij.
Florence (1919-1943)
In 1919 verhuisde Nomellini permanent naar Florence. Vanaf de jaren twintig raakte hij verbonden met het fascisme, iets wat bijvoorbeeld tot uitdrukking komt in zijn schilderij Incipit nova astas, een weergave van de aankomst van de Zwarthemden in Florence.

## Erkenning
Mede vanwege zijn betrokkenheid bij het fascisme is Nomellini na de Tweede Wereldoorlog lange tijd door kunstcritici genegeerd. In 1966 vond er echter een grote en belangrijke tentoonstelling plaats van zijn werken in het Palazzo Strozzi en verschoof de aandacht naar zijn kwaliteiten als kunstenaar. Zijn werken zijn te vinden in diverse belangrijke Italiaanse musea en belangrijke private kunstcollecties.

## Musea
- Galleria d’Arte Moderna in Palazzo Pitti in Florence

## Galerij (selectie)

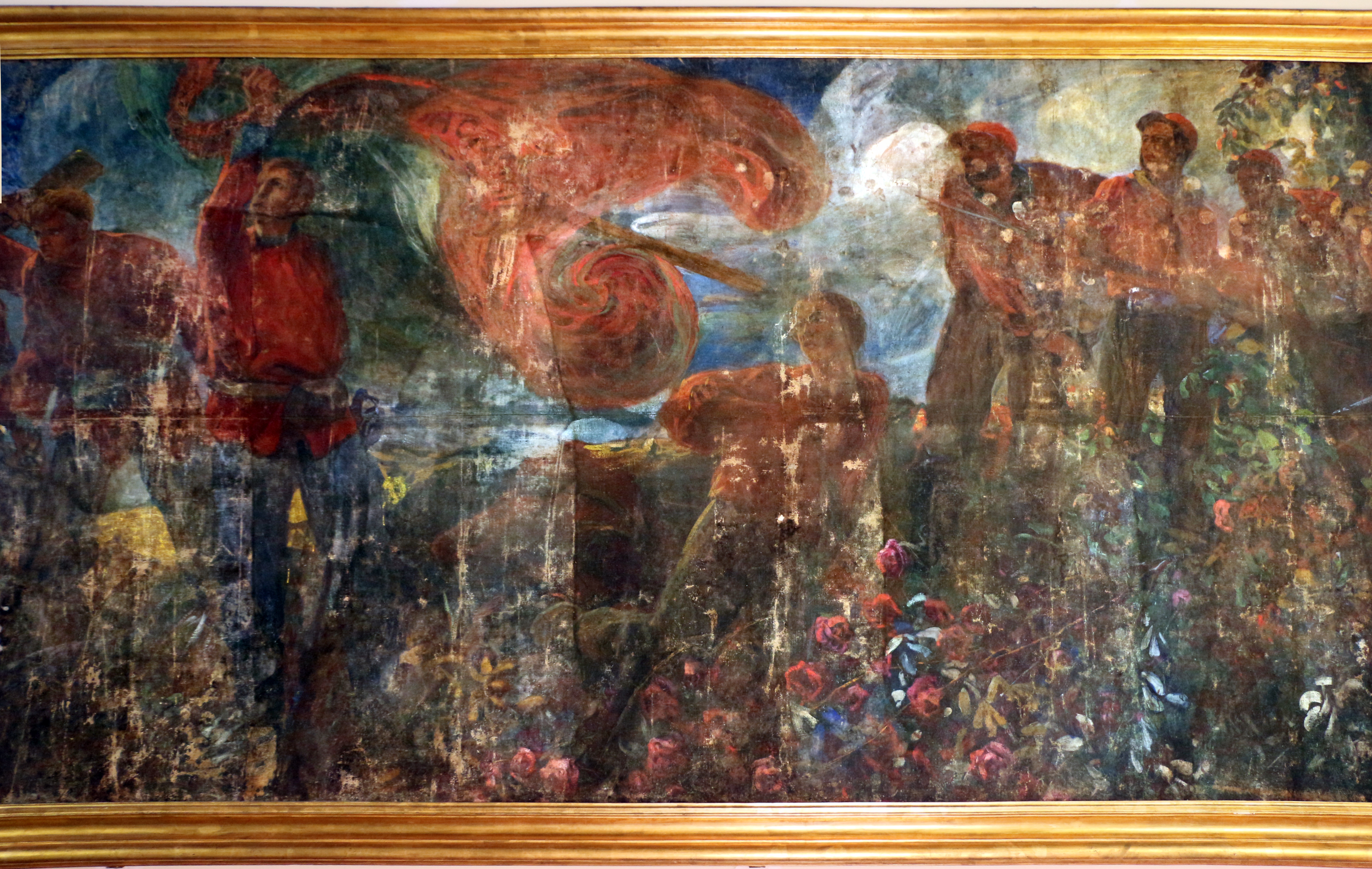
Camicie Rosse (c. 1911)
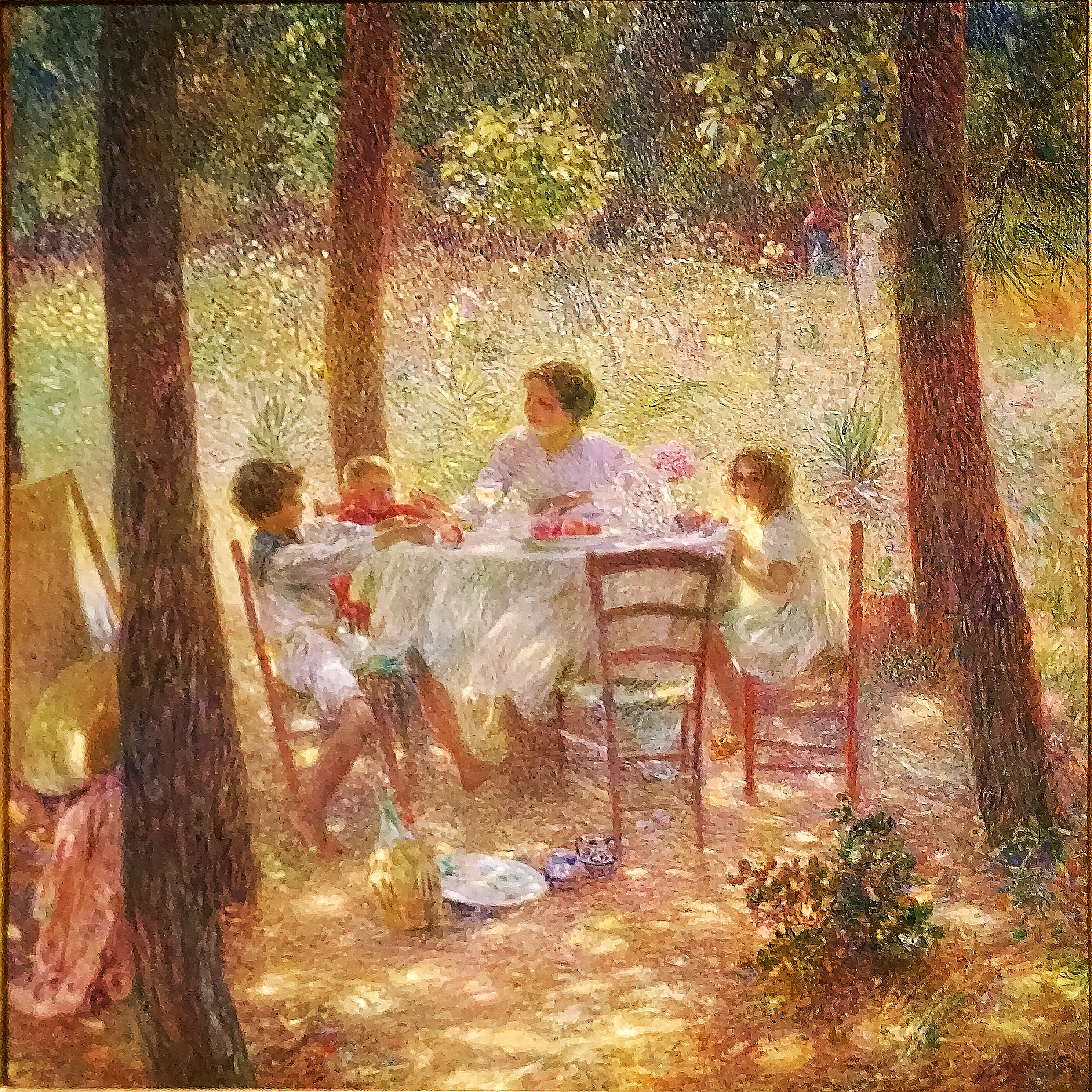
Mezzogiorno
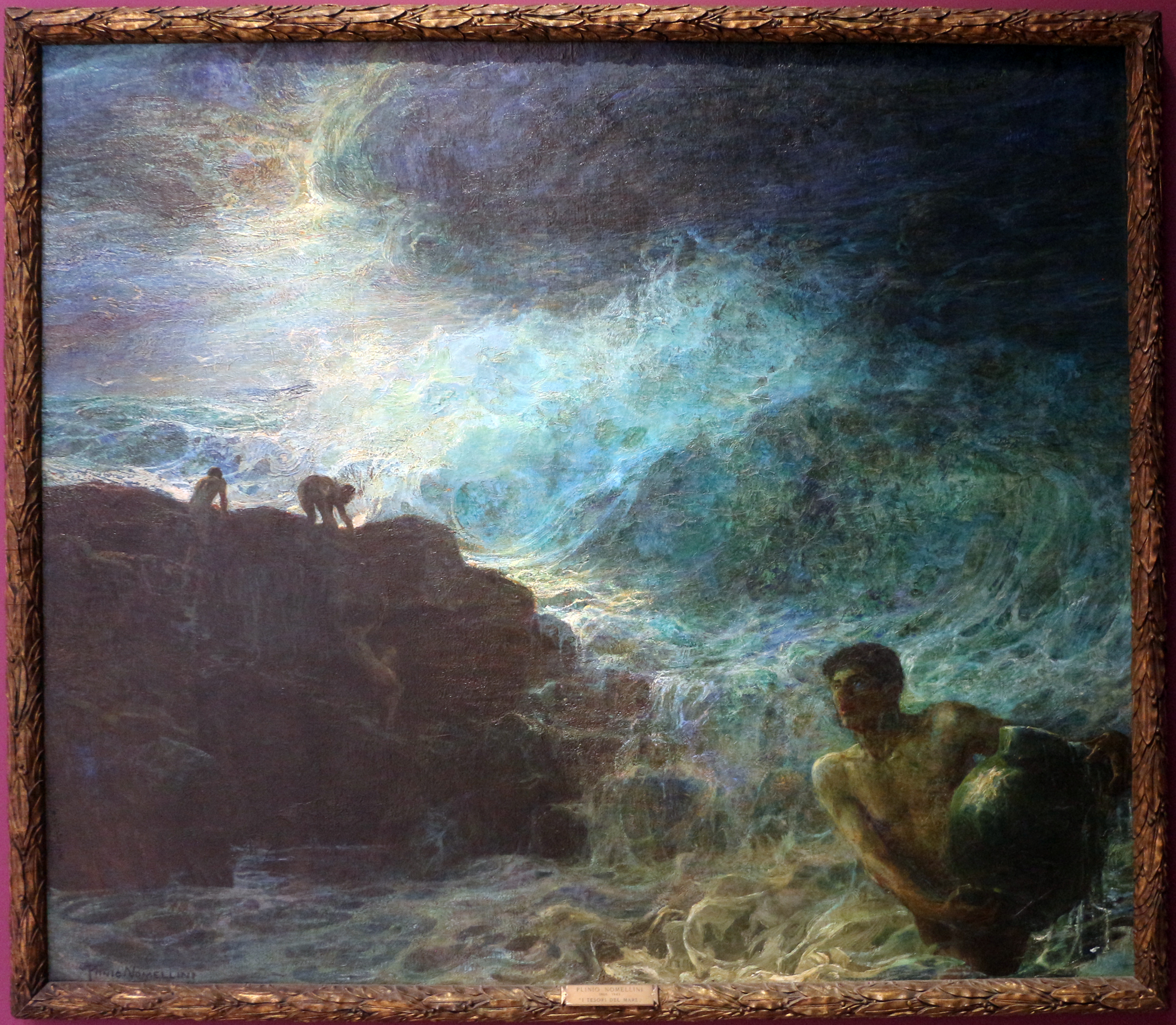
I tesori del mare (1901)
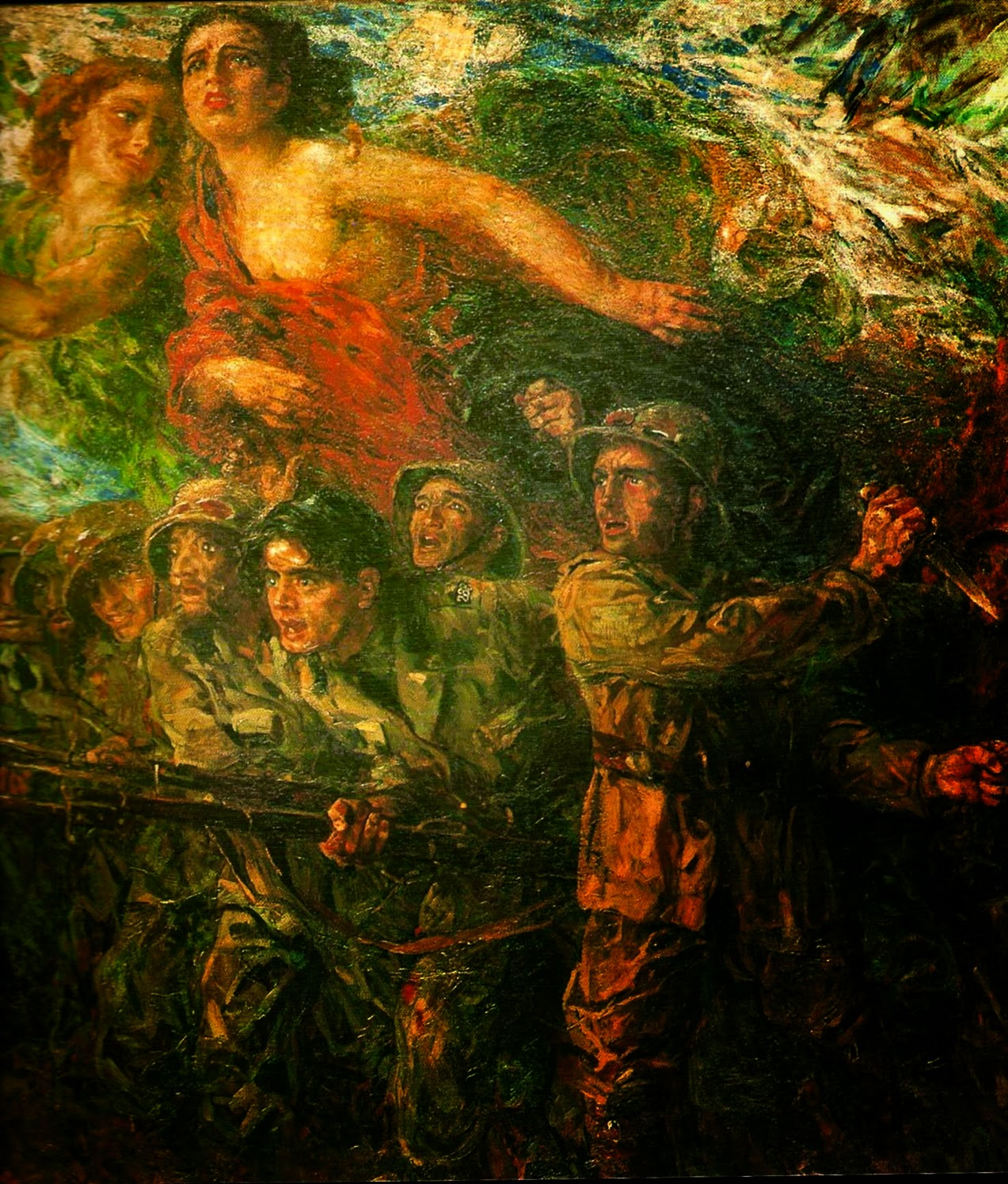
In Libia (c. 1930)